# Championnat de Slovaquie de football 1995-1996
Navigation
Saison précédente Saison suivante
La saison 1995-1996 du Championnat de Slovaquie de football était la 3e édition de la Slovak Superliga, le championnat de première division de Slovaquie. Les 12 clubs de l'élite jouent les uns contre les autres lors de rencontres disputées en matchs aller et retour au sein d'une poule unique. À la fin de cette première phase, les 6 premiers se retrouvent au sein d'une poule pour le titre où chaque équipe rencontre à nouveau deux fois ses adversaires. Même fonctionnement pour la poule de relégation qui rassemble les six derniers de la première phase, mais il n'y a exceptionnellement pas de relégation en fin de saison, car le championnat passe de 12 à 16 clubs la saison prochaine.
Le Slovan Bratislava, double champion de Slovaquie en titre, finit en tête du championnat et remporte le 3e titre de champion de Slovaquie de son histoire. Il termine avec 10 points d'avance sur le MFK Kosice.

## Les 12 clubs participants
| - Slovan Bratislava - Inter Bratislava - BSK Bardejov - FK DAC 1904 Dunajská Streda - Tatran Presov - Spartak Trnava | - MFK Kosice - FC Nitra - Promu de D2 - Dukla Banska Bystrica - FC Chemlon Hummené - FK Banik Prievidza - Lokomotiva Kosice |

## Compétition

### Classement
Le barème de points servant à établir les différents classements se décompose ainsi :
- Victoire : 3 points
- Match nul : 1 point
- Défaite : 0 point

#### Première phase
| Rang | Équipe                      | Pts | J  | G  | N | P  | Bp | Bc | Diff |
| ---- | --------------------------- | --- | -- | -- | - | -- | -- | -- | ---- |
| 1    | Slovan Bratislava (T)       | 51  | 22 | 15 | 6 | 1  | 62 | 16 | +46  |
| 2    | Spartak Trnava              | 46  | 22 | 14 | 4 | 4  | 40 | 19 | +21  |
| 3    | MFK Kosice                  | 46  | 22 | 15 | 1 | 6  | 47 | 25 | +22  |
| 4    | Dukla Banska Bystrica       | 38  | 22 | 11 | 5 | 6  | 32 | 24 | +8   |
| 5    | BSK Bardejov                | 37  | 22 | 12 | 1 | 9  | 34 | 25 | +9   |
| 6    | Tatran Prešov               | 35  | 22 | 10 | 5 | 7  | 28 | 24 | +4   |
| 7    | Lokomotiva Kosice           | 28  | 22 | 9  | 1 | 12 | 26 | 33 | -7   |
| 8    | HFC Hummené                 | 28  | 22 | 8  | 4 | 10 | 35 | 33 | +2   |
| 9    | Inter Bratislava            | 23  | 22 | 6  | 5 | 11 | 27 | 37 | -10  |
| 10   | FK DAC 1904 Dunajská Streda | 21  | 22 | 6  | 3 | 13 | 29 | 56 | -27  |
| 11   | FC Nitra (P)                | 13  | 22 | 3  | 4 | 15 | 20 | 47 | -27  |
| 12   | FK Banik Prievidza          | 9   | 22 | 2  | 3 | 17 | 13 | 54 | -41  |

|  | Qualifié pour la poule pour le titre             |
|  | Qualifié pour la poule de relégation             |
|  | (T) : Tenant du titre (P) : Promu de 2e division |

#### Poule pour le titre
| Rang | Équipe                | Pts | J  | G  | N  | P  | Bp | Bc | Diff |
| ---- | --------------------- | --- | -- | -- | -- | -- | -- | -- | ---- |
| 1    | Slovan Bratislava (T) | 75  | 32 | 22 | 9  | 1  | 79 | 20 | +59  |
| 2    | MFK Kosice            | 65  | 32 | 21 | 2  | 9  | 62 | 32 | +30  |
| 3    | Spartak Trnava        | 60  | 32 | 19 | 6  | 7  | 54 | 32 | +22  |
| 4    | Dukla Banska Bystrica | 47  | 32 | 12 | 11 | 9  | 39 | 36 | +3   |
| 5    | Tatran Prešov         | 43  | 32 | 12 | 7  | 13 | 34 | 36 | -2   |
| 6    | BSK Bardejov          | 42  | 32 | 13 | 3  | 16 | 37 | 42 | -5   |

|  | Qualifié pour la Coupe UEFA 1996-1997                                                     |
|  | Qualifié pour la Coupe Intertoto 1996                                                     |
|  | (T) : Tenant du titre (C) : Vainqueur de la Coupe de Slovaquie (P) : Promu de 2e division |

#### Poule de relégation
| Rang | Équipe                      | Pts | J  | G  | N | P  | Bp | Bc | Diff |
| ---- | --------------------------- | --- | -- | -- | - | -- | -- | -- | ---- |
| 7    | HFC Hummené (C)             | 44  | 32 | 13 | 5 | 14 | 50 | 44 | +6   |
| 8    | Lokomotiva Kosice           | 41  | 32 | 13 | 2 | 17 | 37 | 49 | -12  |
| 9    | Inter Bratislava            | 40  | 32 | 11 | 7 | 14 | 42 | 45 | -3   |
| 10   | FC Nitra (P)                | 33  | 32 | 10 | 3 | 19 | 30 | 59 | -29  |
| 11   | FK DAC 1904 Dunajská Streda | 33  | 32 | 7  | 5 | 20 | 41 | 75 | -34  |
| 12   | FK Banik Prievidza          | 25  | 32 | 7  | 4 | 21 | 31 | 65 | -34  |

|  | Qualifié pour la Coupe des Coupes 1996-1997                                               |
|  | (T) : Tenant du titre (C) : Vainqueur de la Coupe de Slovaquie (P) : Promu de 2e division |

## Bilan de la saison
| Championnat de Slovaquie de football 1995-1996                        |                                  |
| Champion                                                              | Slovan Bratislava (3e titre)     |
| Coupes et trophées                                                    |                                  |
| Vainqueur de la Coupe de Slovaquie 1995-1996                          | HFC Hummené                      |
| Qualifications continentales                                          |                                  |
| Coupe des Coupes 1996-1997                                            | HFC Hummené                      |
| Coupe UEFA 1996-1997                                                  | Slovan Bratislava                |
| Coupe UEFA 1996-1997                                                  | MFK Kosice                       |
| Coupe Intertoto 1996                                                  | Spartak Trnava                   |
| Promotions et relégations                                             |                                  |
| Promus en Slovak Superliga                                            | FK ZTS Dubnica                   |
| Promus en Slovak Superliga                                            | MSK Zilina                       |
| Promus en Slovak Superliga                                            | FC Rimavska Sobota               |
| Promus en Slovak Superliga                                            | FC Artmedia Bratislava           |
| Relégués en Championnat de Slovaquie de football de deuxième division | Aucun (passage de 12 à 16 clubs) |